# Книжкова палата України імені Івана Федорова
Книжко́ва пала́та Украї́ни і́мені Іва́на Фе́дорова — державна наукова установа у сфері видавничої справи та інформаційної діяльності.

## Історія
Започаткована 24 січня 1919 року згідно з Законом про утворення Головної Книжної Палати в м. Києві, який підписано
Головою Ради Народних Міністрів УНР В. Винниченком за поданням Міністра Народної Освіти проф. І. Огієнка.

27.VI 1922 постановою РНК УСРР організовано Українську книжкову палату у м. Харкові. 1989 палату переведено до Києва.

## Функції
Книжкова палата України здійснює:
- державну бібліографічну реєстрацію та централізовану каталогізацію всіх без винятку видів видань, випущених в Україні; забезпечує впровадження системи ISBN, контролює правильність її функціонування, проводить консультації, надає ідентифікатори видавцям, а також виробникам окремих видів аудіо-, візуальної, аудіовізуальної продукції і визначає відповідні номери ISBN. Всі вищевказані функції Книжкова палата України здійснює на підставі Угоди про співробітництво з Міжнародним агентством ISBN, підписаної 13.01.96 Міністром України у справах преси та інформації, Наказу Міністра інформації України від 21.02.97 № 6 «Про передачу функцій Національного агентства ISBN Книжковій палаті України».
- збирання та використання адміністративних даних, які характеризують динаміку та стан у видавничій справі;
- аналіз тенденцій розповсюдження видавничої продукції, вивчення книжкового ринку, його регіональних особливостей;
- комплектування і збереження повного і недоторканного фонду Державного архіву друку — головного сховища всіх видів видань, випущених в Україні;
- державну стандартизацію видавничої та бібліотечної справи, розроблення і контроль за дотриманням стандартів суб'єктами видавничої справи, а також сертифікацію баз даних;
- розробку та обґрунтування короткострокових і довгострокових прогнозів розвитку видавничої та бібліографічної справи в Україні;
- наукові дослідження в галузі бібліографії, книгознавства, соціології книги та читання, консервації та реставрації документів;
- наукознавчі дослідження і розробку бібліометричних методів визначення пріоритетних напрямів і рівнів розвитку наукових досліджень;
- створення і видання поточних, кумулятивних і ретроспективних бібліографічних покажчиків, реферативних журналів і науково-аналітичних оглядів, друкованих карток;
- розробку та експлуатацію бібліографічних баз даних і мереж бібліографічної інформації;
- організацію книгообміну.

## Фонди
На Книжкову палату України покладено функції з комплектування і збереження повного і недоторканного фонду Державного архіву друку — головного сховища всіх видів видань, випущених в Україні.
Фонди друкованої продукції і бази даних Книжкової палати України перебувають під охороною держави та є її власністю.
Книжкова палата України в порядку, встановленому Кабінетом Міністрів України, одержує безоплатні та платні обов'язкові примірники всіх видань, випуск яких здійснюється суб'єктами видавничої справи в Україні, і надає узагальнену інформацію про це через засоби масової інформації та надсилає її в управління преси та інформації обласних державних адміністрацій.

### Державний архів друку
Державний архів друку― головне сховище, підрозділ Книжкової палати України імені Івана Федорова.
Час заснування архіву — 1917 року — як архівно-бібліотечний відділ. З 24 січня 1919 року — часу заснування Книжкової палати — архівно-бібліотечний відділ входить до підрозділів Книжкової палати України.
Згідно з розпорядженням Кабінету Міністрів України від 22 жовтня 2008 року № 1345-р повний і недоторканий фонд всіх видів випущених видань Державного архіву друку Державної наукової установи «Книжкова палата України імені Івана Федорова» внесено до Державного реєстру наукових об'єктів, що становлять національне надбання.
Щорічно до архіву надходить понад 155 тис. од. друкованої продукції, інформацію про які відображено в державних бібліографічних покажчиках («Літописах…»).
Станом на 1 січня 2017 року фонд Державного архіву друку містить майже 14,5 млн одиниць зберігання. Станом на 24 червня 2009 року фонд Державного архіву друку містив 13 429 969 одиниць зберігання. У тому числі: книги й брошури — 921 476, газети — 10 162 367, журнали, бюлетені — 291 246, нотні видання — 18 874, образотворчі видання — 84 659, картографічні видання — 2326, текстові аркушеві видання — 1 949 021.[джерело?]

## Підпорядкування
Книжкова палата України підпорядковується центральному органу виконавчої влади, який забезпечує проведення державної політики з питань масової інформації та видавничої справи.

## Друковані видання палати
Бібліографічні покажчики:
- «Літопис книг»,
- «Літопис газетних статей»,
- «Літопис журнальних статей»,
- «Літопис авторефератів дисертацій»,
- «Літопис образотворчих видань»,
- «Літопис картографічних видань»,
- «Літопис рецензій»,
- «Літопис нот».

Науково-практичний журнал: 
- «Вісник Книжкової палати».

Видавничо-бібліографічний покажчик книг і брошур: 
- «Нові видання України».

Статистичні збірники:
- «Друк України».
- «Календар знаменних і пам’ятних дат».